# Yoann Gourcuff
Yoann Gourcuff (Ploemeur, 11 juli 1986) is een Frans betaald voetballer die doorgaans op het middenveld speelt. In augustus 2008 debuteerde hij in het Frans voetbalelftal.

## Clubcarrière
Gourcuff debuteerde in het seizoen 2003/04 voor Stade Rennais in het profvoetbal. Hij speelde in drie seizoenen 66 competitieduels voor de club en scoorde daarin zes keer. In de zomer van 2006 tekende hij vervolgens een vijfjarig contract bij AC Milan.
Na twee seizoenen in Milaan werd Gourcuff gedurende het seizoen 2008/09 uitgeleend aan Girondins de Bordeaux. Het seizoen op huurbasis verliep naar tevredenheid van zowel de club als de speler. Hij werd met Bordeaux Frans landskampioen en werd speler van het jaar 2008/09 in de Ligue 1. Daarom lichtte de club de optie tot koop en legde het Gourcuff definitief vast. Gourcuff tekende een vierjarig contract en Bordeaux betaalde ongeveer vijftien miljoen euro aan AC Milan voor hem.
Hij tekende in augustus 2010 een contract bij Olympique Lyonnais, dat € 22.000.000,- voor hem betaalde aan Girondins Bordeaux. In september 2015 keerde hij terug bij Stade Rennes.

## Interlandcarrière
Met Frankrijk U21 nam Gourcuff in 2006 deel aan de EK-eindronde in Portugal, waar de ploeg van bondscoach René Girard in de halve finales werd uitgeschakeld door de latere winnaar Nederland.
Op 20 augustus 2008 maakte Gourcuff zijn debuut voor Les Bleus. In de laatste seconden van de vriendschappelijke wedstrijd tegen Zweden viel hij in. Daarna werd hij meerdere malen geselecteerd en opgesteld door bondscoach Raymond Domenech. Later nam die laatste hem ook mee naar het voor Frankrijk rampzalig verlopen WK 2010. De Franse selectie presteerde beneden verwachting, spelers lagen met elkaar in de clinch, Nicolas Anelka werd naar huis gestuurd en bondscoach Domenech kwam onder vuur te liggen. Gourcuff zou in het vliegtuig ruzie gemaakt hebben met landgenoot Franck Ribéry. In de laatste groepswedstrijd kreeg hij bovendien een rode kaart.

## Clubstatistieken
| Seizoen                    | Club                        | Land                       | Competitie | Duels | Goals |
| -------------------------- | --------------------------- | -------------------------- | ---------- | ----- | ----- |
| 2003/04                    | Stade Rennais               | Vlag van Frankrijk         | Ligue 1    | 9     | 0     |
| 2004/05                    | Stade Rennais               | Vlag van Frankrijk         | Ligue 1    | 21    | 0     |
| 2005/06                    | Stade Rennais               | Vlag van Frankrijk         | Ligue 1    | 36    | 6     |
| 2006/07                    | AC Milan                    | Vlag van Italië            | Serie A    | 21    | 1     |
| 2007/08                    | AC Milan                    | Vlag van Italië            | Serie A    | 15    | 0     |
| 2008/09                    | → Girondins Bordeaux (huur) | Vlag van Frankrijk         | Ligue 1    | 37    | 12    |
| 2009/10                    | Girondins Bordeaux          | Vlag van Frankrijk         | Ligue 1    | 29    | 6     |
| 2010/11                    | Girondins Bordeaux          | Vlag van Frankrijk         | Ligue 1    | 3     | 0     |
| 2010/11                    | Olympique Lyonnais          | Vlag van Frankrijk         | Ligue 1    | 24    | 3     |
| 2011/12                    | Olympique Lyonnais          | Vlag van Frankrijk         | Ligue 1    | 13    | 2     |
| 2012/13                    | Olympique Lyonnais          | Vlag van Frankrijk         | Ligue 1    | 18    | 3     |
| 2013/14                    | Olympique Lyonnais          | Vlag van Frankrijk         | Ligue 1    | 18    | 3     |
| 2014/15                    | Olympique Lyonnais          | Vlag van Frankrijk         | Ligue 1    | 17    | 3     |
| 2015/16                    | Stade Rennes                | Vlag van Frankrijk         | Ligue 1    | 12    | 2     |
| Bijgewerkt tot 5 juli 2016 | Bijgewerkt tot 5 juli 2016  | Bijgewerkt tot 5 juli 2016 | Totaal     | 273   | 42    |

## Erelijst

### Persoonlijk
- Ligue 1 Speler van het jaar: 2009
- Ligue 1 Team van het jaar: 2009
- Ligue 1 Doelpunt van het jaar: 2009
- Ligue 1 Speler van de maand: maart 2006 en april 2009

### Met clubteams
- Winnaar Coupe Gambardella: 2003 (Rennes)
- Winnaar WK clubvoetbal: 2007 (AC Milan)
- Winnaar Champions League: 2007 (AC Milan)
- Winnaar UEFA Super Cup: 2007 (AC Milan)
- Winnaar Trofeo Berlusconi: 2007 (AC Milan)
- Winnaar Trophée des Champions: 2008 (Bordeaux)
- Winnaar Coupe de la Ligue : 2009 (Bordeaux)
- Winnaar Ligue 1 : 2009 (Bordeaux)
- Winnaar Coupe de France : 2012 (Olympique Lyonnais)

### Met Frankrijk
- Finalist EK onder 17 jaar: 2003 (Frankrijk -17)
- Europacup onder 19 jaar: 2005 (Frankrijk -19)